# Иванами, Такуя
Такуя Иванами (яп. 岩波 拓也; 18 июня 1994, Кобе) — японский футболист, защитник клуба «Виссел Кобе».

## Клубная карьера
Такуя Иванами — воспитанник футбольного клуба «Виссел Кобе» из своего родного города. 20 октября 2012 года он дебютировал Джей-лиге 1, выйдя в основном составе в гостевом поединке против «Симидзу С-Палс». «Виссел Кобе» по итогам того чемпионата покинул Джей-лигу 1, и следующий сезон Иванами отыграл за команду в Джей-лиге 2. 19 мая 2013 года он забил свой первый гол, открыв счёт в гостевом матче с «Эхимэ». «Виссел Кобе» вернулся в элиту японского футбола, а 23 августа 2014 года Такуя Иванами забил свой первый гол на высшем уровне, принеся волевую победу в домашнем поединке против команды «Вегалта Сэндай».

## Карьера в сборной
В составе молодёжной сборной Японии Такуя Иванами выиграл чемпионат Азии среди молодёжных команд 2016 года в Катаре, где он появлялся на поле в четырёх матчах, в том числе отыграв все 90 минут в финале турнира.
Такуя Иванами был включён в состав олимпийской сборной Японии на футбольной турнир Олимпийских игр 2016 года в Рио-де-Жанейро, однако на поле он так и не появился.